# Gáspár Zsolt (építőmérnök)
Gáspár Zsolt (Budapest, 1944. december 13. –) Széchenyi-díjas magyar építőmérnök, alkalmazott matematikus, a Magyar Tudományos Akadémia rendes tagja. A rúdszerkezetek és a kötélhálók állapotvizsgálatának neves tudósa.

## Életpályája
1962-ben érettségizett, majd felvették az Építőipari és Közlekedési Műszaki Egyetem Építőmérnöki Karára, ahol 1967-ben szerzett mérnök diplomát. 1966-ban felvették az Eötvös Loránd Tudományegyetem Természettudományi Karára, ahol 1970-ben végzett alkalmazott matematikusként. 1972-ben szerzett egyetemi doktorátust.
Diplomájának megszerzése után az MTA Műszaki Mechanikai Tanszéki Kutatócsoport gyakornoka lett, majd 1969 és 1970 között tudományos segédmunkatársa, majd 1979-ig munkatársa volt. Ekkor főmunkatársi kinevezést kapott. 1987-ben a kutatócsoport tudományos tanácsadója lett. 1990-ben a Budapesti Műszaki Egyetem Építőmérnöki Kara tartószerkezetek mechanikája tanszékére kapott címzetes egyetemi tanári, 1991-ben pedig egyetemi tanári kinevezést. Ugyanebben az évben a kar dékánhelyettesévé választották. Tisztségét három évig viselte. 1993 és 1996 között a tanszék vezetője volt. 1996 és 2006 között az MTA–BME Tartószerkezetek Numerikus Mechanikája Kutatócsoportja vezetőjeként is dolgozott. 2004 és 2009 között ismét a tanszék vezetője volt. 1998 és 2001 között Széchenyi professzori ösztöndíjjal kutatott.
1976-ban a University College of Londonban, illetve 1980-ban a Warwick Universityn Coventryben volt British Council-ösztöndíjas. 1988-ban a göteborgi Chalmers Egyetemen (Svédország) volt vendégprofesszor. A Journal of Computer Assisted Mechanics and Engineering Sciences, a Journal of Computational and Applied Mechanics és az Építés–Építészettudomány szerkesztőbizottsága tagja lett. 1990-ben a Magyar Mérnök Akadémia, 2006-ban pedig a göteborgi Királyi Művészeti és Tudományos Társaság vette fel tagjai sorába.
1977-ben védte meg a műszaki tudományok kandidátusi, 1985-ben doktori értekezését. 1985-ben az MTA Elméleti és Alkalmazott Mechanikai Bizottság tagja lett. 1990 és 1997 között titkára, majd 2002-ig elnöke volt. 1993-ban megválasztották a Magyar Tudományos Akadémia levelező, 1998-ban rendes tagjává választották. 1995 és 2000 között az MTA Tudományetikai Bizottság tagja volt.

## Munkássága
Kutatási területei a rúdszerkezetek, kötélhálók állapotváltozása; a rugalmas szerkezetek nagy elmozdulása, stabilitásvizsgálata, posztkritikus állapotának vizsgálata és tökéletlenségérzékenysége. Foglalkozott a katasztrófaelmélet különböző mechanikai kérdésével, például a stabilitásvesztés osztályozásának eseteivel is. Kutatásai a numerikus módszerek, valamint az elhelyezési és fedési problémák területén jelentősek. Eljárásokat dolgozott ki különböző tartószerkezetek nemlineáris vizsgálatára, valami elhelyezések és fedések helyi optimumának megállapítására.
Négy könyvrészlet (kettő idegen nyelvű), öt jegyzet (egy idegen nyelvű), több mint százhúsz cikk vagy konferencia-kiadvány (több mint kilencven idegen nyelvű) szerzője. Egy könyve jelent meg Végeselemmódszer építőmérnököknek címmel, melyet Bojtár Imrével közösen írt.

## Díjai, elismerései
- Az Év Oktatója (1995, 1996, 1997)
- Szent-Györgyi Albert-díj (1999)
- Ipolyi Arnold tudományfejlesztési díj (2000)
- Széchenyi-díj (megosztva, 2002)
- A Magyar Érdemrend középkeresztje (2020)

## Főbb publikációi
- Improved packing of equal circles on a sphere and rigidity of its graph (társszerző, 1983)
- Imperfection-Sensitivity of Elastic Structures (1987)
- A katasztrófaelmélet alkalmazása szerkezetek stabilitásvizsgálatában (1991)
- Stability of Elastic Structures with the Aid of the Catastrophe Theory (1999)
- A számítógépek hatása a tartószerkezetek mechanikájára (2000)
- Statika (Tarnai Tiborral, 2002)
- From circle packing to covering on a sphere with antipodal constraints (társszerző, 2002)
- Végeselemmódszer építőmérnököknek (Bojtár Imrével, 2003)
- Mechanical models for the subclasses of catastrophes (2005)